# Elecciones presidenciales de Moldavia de 1996
Las elecciones presidenciales se celebraron en Moldavia el 17 de noviembre de 1996, con una segunda vuelta el 1 de diciembre. Mientras que el presidente en ejercicio Mircea Snegur recibió la mayor cantidad de votos en la primera vuelta, fue derrotado en la segunda por Petru Lucinschi.
Esta fue la última elección presidencial en el país por sufragio universal directo hasta 2016, pues la reforma constitucional de 2000 estableció un sistema de sufragio indirecto a través del parlamento para futuras elecciones presidenciales. La decisión del Tribunal Constitucional del 4 de marzo de 2016 declaró inconstitucional esta reforma.

## Resultados
| Candidato                          | Partido                                               | Primera vuelta | Primera vuelta | Segunda vuelta | Segunda vuelta |
| Candidato                          | Partido                                               | Votos          | %              | Votos          | %              |
| ---------------------------------- | ----------------------------------------------------- | -------------- | -------------- | -------------- | -------------- |
| Mircea Snegur                      | Partido del Renacimiento y la Conciliación            | 630,652        | 38.8           | 782,933        | 46.0           |
| Petru Lucinschi                    | Candidato independiente                               | 430,836        | 27.7           | 919,831        | 54.0           |
| Vladimir Voronin                   | Partido de los Comunistas de la República de Moldavia | 159,393        | 10.2           |                |                |
| Andrei Sangheli                    | Partido Agrario de Moldavia                           | 147,555        | 9.5            |                |                |
| Valeriu Matei                      | Partido de Fuerzas Democráticas                       | 138,605        | 8.9            |                |                |
| Marina Leviţchi                    | Candidato independiente                               | 33,115         | 2.1            |                |                |
| Anatol Plugaru                     | Candidato independiente                               | 28,159         | 1.8            |                |                |
| Iuliana Gorea-Costin               | Candidato independiente                               | 9,926          | 0.6            |                |                |
| Veronica Abramciuc                 | Candidato independiente                               | 6,619          | 0.4            |                |                |
| Votos nulos/en blanco              | Votos nulos/en blanco                                 | 76,801         | –              | 45,375         | –              |
| Total                              | Total                                                 | 1,634,661      | 100            | 1,748,139      | 100            |
| Votantes registrados/participación | Votantes registrados/participación                    | 2,399,156      | 68.1           | 2,441,074      | 71.6           |
| Fuente: Nohlen & Stöver            |                                                       |                |                |                |                |